# Wangford (West Suffolk)
Wangford – wieś i były civil parish w Anglii, w Suffolk, w dystrykcie West Suffolk, w civil parish Brandon. W 2001 roku civil parish liczyła 7 mieszkańców. Wangford jest wspomniana w Domesday Book (1086) jako Wamforda.